# Rozhlad
Rozhlad, повне найменування  Rozhlad — Serbski kulturny časopis (Огляд — сербський культурний часопис) — громадсько-культурний і літературний лужицький часопис, що видається в Німеччині. Виходить верхньолужицькою і нижньолужицькою мовами. Друкується у видавництві «Домовіна».

## Історія
На сторінках часопису друкуються публіцистичні статті, що стосуються історичних та поточних культурних і політичних питань суспільного життя лужицького народу. Журнал публікує поетичні твори, есе, інтерв'ю та рецензії.
Журнал став виходити з 1950 року. Видання стало прямим наступником культурних журналів «Łužičan» (1860—1881) і «Łužica» (1882—1937). Першим редактором до 1952 року був лужицький письменник Ота Вічаз. В початковий період видання журнал був органом лужицької суспільно-культурної організації Домовіна. В редакційну колегію цього періоду входили відомі лужицькі письменники Юрій Брезан і Фридо Метшк. З моменту свого заснування до 1980 року журнал дотримувався соціалістичного спрямування. У 1950 році в журналі була опублікована стаття лужицького громадського діяча Яна Шолти «Naš wulki přećel — Wilhelm Pieck» («Наш великий друг — Вільгельм Пік»), яка стала визначальною для соціалістичної спрямованості видання.
З моменту свого виникнення в 1950 році видання зберегло свою періодичність терміном двічі в місяць. В даний час журнал друкується в друкарні Домовіни «Domowina-Verlag». У 2004 році наклад видання був 610 примірників — ця кількість охоплює приблизно близько 5 % лужицьких домогосподарств. У 2005 році видання згадувалося в доповіді німецького Міністерства внутрішніх справ в якості прикладу з реалізації європейської Конвенції про захист національних меншин. У зв'язку з редакційними матеріальними проблемами тираж журналу поступово зменшується і серед лужицького населення організуються різні акції, що закликають підтримувати видання журналу. У 2014 році налічувалося 420 абонентів.

## Головні редактори
- Ота Вічаз (1950—1952);
- Мерчін Новак-Нехорнський (1952—1969);
- Циріл Кола (1970—1991);
- Єва-Марія Чорнакец (1992—2011);
- Ріхард Бігль (2011—2013);
- Віктор Закар (2013—2015).
- Сара Мічкец (2016 -)

## Нагороди
- Лауреат премії маєтку Якуба Чишинского (1976).